# Heleodromia japonica
Heleodromia japonica är en tvåvingeart som beskrevs av Saigusa 1963. Heleodromia japonica ingår i släktet Heleodromia och familjen Brachystomatidae. Inga underarter finns listade i Catalogue of Life.